# Hippeastrum miniatum
Hippeastrum miniatum es una especie de planta bulbosa perteneciente a la familia de las amarilidáceas. Se distribuye por Perú.

## Descripción
Hippeastrum miniatun es una planta bulbosa  originaria de las gargantas de los ríos de alta montaña en los Andes peruanos. Parece que prefiere y sombra parcial y se dice que producen hasta seis flores en un tallo producido por bulbos maduros en condiciones ideales.

## Taxonomía
Hippeastrum miniatum fue descrita por (Ruiz & Pav.) Herb. y publicado en App. Bot. Reg. 31, en el año 1821.
Etimología
Hippeastrum: nombre genérico que deriva del griego y significa "estrella del caballero", fue elegido por el reverendo William Herbert en 1821 para describir a la primera especie del género, Hippeastrum reginae. La etimología no parece ser en este caso de mucha ayuda para describir alguna característica particular de la especie o del género en cuestión. La conexión "equina" en la denominación de este género fue realizada por primera vez por el botánico sueco Carlos Linneo quien denominó "Amaryllis equestris" a una especie que hoy llamamos Hippeastrum, ya que la veía sumamente parecida a las especies africanas del género Amaryllis. Qué es lo que pensó Linneo cuando denominó "amarylis del caballo" a esta especie quizás nunca se sabrá, no obstante, una acotación en la descripción de la misma en una revista de botánica de 1795 puede arrojar alguna luz sobre el tema. William Curtis en esa revista, al describir las dos partes de la espata que cubren los pimpollos comentó que los mismos "se levantan en un cierto período de la floración de la planta, como si fueran orejas, dando a toda la flor un gran parecido con la cabeza de un caballo". Aparentemente Linneo estuvo totalmente de acuerdo con la observación de Curtis cuando decidió bautizar a la especie.
Años después, el Deán William Herbert, un botánico y clérigo del siglo XIX que fue una autoridad en las amarilidáceas, se dio cuenta de que —a pesar de que son superficialmente similares— estas plantas sudamericanas no estaban estrechamente relacionadas con las azucenas de enero o azucenas del Cabo (Amaryllis belladonna). Por esta razón, Herbert las separó del género Amaryllis y acuñó un nuevo nombre genérico que mantenía la conexión ecuestre de Linneo, a pesar de que de un modo un tanto complicado. Herbert escribió en 1821: "Las he denominado Hippeastrum o Lirio estrella del caballero, continuando con la idea que dio origen al nombre equestris". No obstante el esfuerzo de Herbert en distinguir ambos géneros, la mayoría de los aficionados a las plantas ornamentales continúan denominando amarilis tanto a las plantas del Viejo como a las del Nuevo Mundo.
miniatum: epíteto latino que significa "de color bermellón".
Sinonimia
- Amaryllis miniata Ruiz et Pav., Fl. Peruv. 3: 57 (1802). basónimo

Nota: Amaryllis miniata Ker Gawl. = Hippeastrum striatum
- Amaryllis chilensis Ruiz et Pav., Fl. Peruv. 3: 56 (1802), nom. illeg.
- Amaryllis atamasco Blanco, Fl. Filip.: 254 (1837), sensu auct.

Nota:Amaryllis atamasco L. = Zephyranthes atamasco